# Tuğrul Erat
Tuğrul Erat (Solingen, 17 juni 1992) is een Azerbeidzjaans voetballer die bij voorkeur als vleugelspeler speelt. Hij stroomde in 2012 door vanuit de jeugd van Fortuna Düsseldorf.

## Clubcarrière
Erat verruilde in 2009 de jeugdopleiding van SC Union Nettetal voor die van Fortuna Düsseldorf. In 2010 debuteerde hij er in het tweede elftal. Op 9 december 2013 debuteerde hij in de 2. Bundesliga tegen FC Kaiserslautern. Vijf dagen later gaf hij een assist en maakte hij een doelpunt in zijn tweede profwedstrijd, tegen Energie Cottbus.

## Interlandcarrière
Erat werd geboren in het Duitse Solingen, maar is van Turks-Azerbeidzjaanse afkomst. Op 9 september 2013 debuteerde hij voor Azerbeidzjan -21, tegen Israël -21. Hij scoorde een doelpunt bij zijn debuut.